# Вальдеаверуело
Вальдеаверуело (ісп. Valdeaveruelo) — муніципалітет в Іспанії, у складі автономної спільноти Кастилія-Ла-Манча, у провінції Гвадалахара. Населення — 1034 особи (2010).
Муніципалітет розташований на відстані близько 41 км на північний схід від Мадрида, 12 км на захід від Гвадалахари.
На території муніципалітету розташовані такі населені пункти: (дані про населення за 2010 рік)
- Сотоларго: 619 осіб
- Вальдеаверуело: 415 осіб

## Демографія
Динаміка населення (INE ):